# Hexacraspis sexspinosa
Hexacraspis sexspinosa är en tvåvingeart som beskrevs av Macquart 1846. Hexacraspis sexspinosa ingår i släktet Hexacraspis och familjen vapenflugor. Inga underarter finns listade i Catalogue of Life.